# 782 (szám)
A 782 (római számmal: DCCLXXXII) egy természetes szám, szfenikus szám, a 2, a 17 és a 23 szorzata.

## A szám a matematikában
A tízes számrendszerbeli 782-es a kettes számrendszerben 1100001110, a nyolcas számrendszerben 1416, a tizenhatos számrendszerben 30E alakban írható fel.
A 782 páros szám, összetett szám, azon belül szfenikus szám, kanonikus alakban a 21 · 171 · 231 szorzattal, normálalakban a 7,82 · 102 szorzattal írható fel. Nyolc osztója van a természetes számok halmazán, ezek növekvő sorrendben: 1, 2, 17, 23, 34, 46, 391 és 782.
Ötszögszám.
Érinthetetlen szám: nem áll elő pozitív egész számok valódiosztóösszeg-függvényeként.
A 782 négyzete 611 524, köbe 478 211 768, négyzetgyöke 27,96426, köbgyöke 9,21303, reciproka 0,0012788. A 782 egység sugarú kör kerülete 4913,45091 egység, területe 1 921 159,306 területegység; a 782 egység sugarú gömb térfogata 2 003 128 769,6 térfogategység.